# البحيرة الوردية

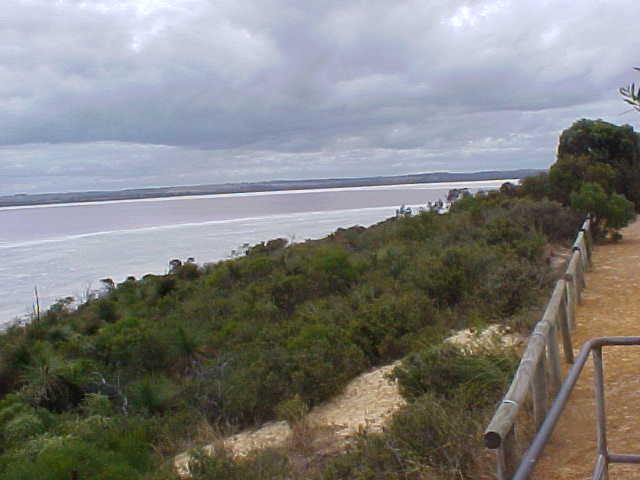
Eastern end from Observation Point

البحيرة الوردية هي بحيرة ملحية تقع في أستراليا الغربية، تتميز هذه البحيرة على مستوى العالم بأن لونها الوردي، حيث تتحول البحيرة إلي اللون الوردي عند أرتفاع درجة الحرارة  و تعود إلي لونها الطبيعي عندما تنخفض الحرارة،  و يرجع السبب هو وجود الملايين من نوع من البيكتريا الغير ضارة بالبُحيرة ويتحول لون هذه البكتيريا للون الأحمر مع ارتفاع درجة الحرارة.

## تفسير الظاهرة
البحيرة ليست دائما باللون الوردي، ولكن اللون المميز من المياه يتغير نتيجة الطحالب الخضراء دوناليلا سالينا وهالوباكتيريا وهالوباكتيريا كوتيروبروم، وهي تركيز ملحي عالي، وبمجرد أن تصل مياه البحيرة إلى مستوى ملوحة أكبر من مستوى مياه البحر، تكون درجة الحرارة عالية بما فيه الكفاية وتوفر ظروف الإضاءة الكافية، يبدأ الطحالب في تراكم الصباغ الأحمر بيتا كاروتين. تنمو الجذور الوردية في قشرة الملح في قاع البحيرة ولون البحيرة نتيجة للتوازن بين السالينا والكوتيروبروم.